# Joerstadia
Joerstadia is een geslacht van roesten uit de familie Phragmidiaceae. De typesoort is Joerstadia alchemillae.

## Soorten
Volgens Index Fungorum telt het geslacht vier soorten (peildatum mei 2023):
| Soortnaam                | Auteur(s)                           | Publicatiejaar |
| ------------------------ | ----------------------------------- | -------------- |
| Joerstadia alchemillae   | (Bacc.) Gjaerum & Cummins           | 1982           |
| Joerstadia aliena        | (Syd. & P. Syd.) Gjaerum & Cummins  | 1982           |
| Joerstadia keniensis     | Gjaerum & Cummins                   | 1982           |
| Joerstadia patouillardii | (Sacc. & Trotter) Gjaerum & Cummins | 1982           |